# Leucoptera coffeella
A mariposa-do-café (Leucoptera coffeella) conhecida popularmente como "bicho mineiro" é uma mariposa da famílias Lyonetiidae. Ela é encontrada em todos os países em que o café é plantado, na América do Sul, Central e no Caribe. Ela é considerada umas das piores pragas do café.
Sua envergadura é de aproximadamente 6.5 mm. Indivíduos adultos são inteiramente cobertos em escalas de branco prateado. Pode haver até dez gerações em um único ano.
A larva se alimenta da Coffea arabica. Elas "minam", ou seja, vivem no interior do tecido das folhas da planta hospedeira. A minagem toma a forma de manchas necróticas marrons. As larvas são brancas, ligeiramente transparentes e medem cerca de 5 mm de comprimento.
Essa espécie foi responsável por importantes impactos na atividade econômica da produção de café no Brasil. Uma grande infestação é usada para explicar parte da ascensão dos preços do café a partir de 1857. "Pensou-se, na ocasião, que ela liquidaria os cafezais brasileiros, como já o havia feito nas Antilhas, o que felizmente não aconteceu,como aliás previra o botânico Francisco Freire Alemão".
Descrição e Biologia
| Ovo     | Os ovos são achatados, brancos, brilhantes e com dimensões 0,30mm de comprimento e 0,25 de mm de largura. A postura é realizada na página superior das folhas, com média de 7 ovos por noite. Por não colocar mais que um ovo no mesmo local, diversos pontos de uma mesma folha são visitados pela fêmea, que chega a colocar até 60 ovos durante a sua vida. |
| Pupa    | Nesse casulo em forma de X ocorre a transformação em pupa, estágio com duração de 5 a 26 dias. |
| Lagarta | Penetram diretamente no mesófilo foliar, ficando entre as duas epidermes, o que causa a destruição do parênquima. As áreas atacadas vão secando e aumentando de acordo com o desenvolvimento da lagarta. As partes secas são facilmente destacáveis, e comumente se encontra um grande número de lagartas numa única folha. O período larval oscila entre 9 e 40 dias, e ao terminar este período, as lagartas abandonam o interior das folhas tecendo um fio de seda até a “saia” do cafeeiro, onde farão um casulo característico em forma de X. |
| Adulto  | Mariposa pequena, com cerca de 6,5 mm de envergadura e asas brancas na parte dorsal. Aloja-se durante o dia na parte inferior das folhas, iniciando suas atividades ao anoitecer. A longevidade média das novas mariposas é de 15 dias. O ciclo evolutivo varia de 19 a 87 dias, dependendo da temperatura. O número de gerações anuais é variável de 8 a 12. |